# Benifallet

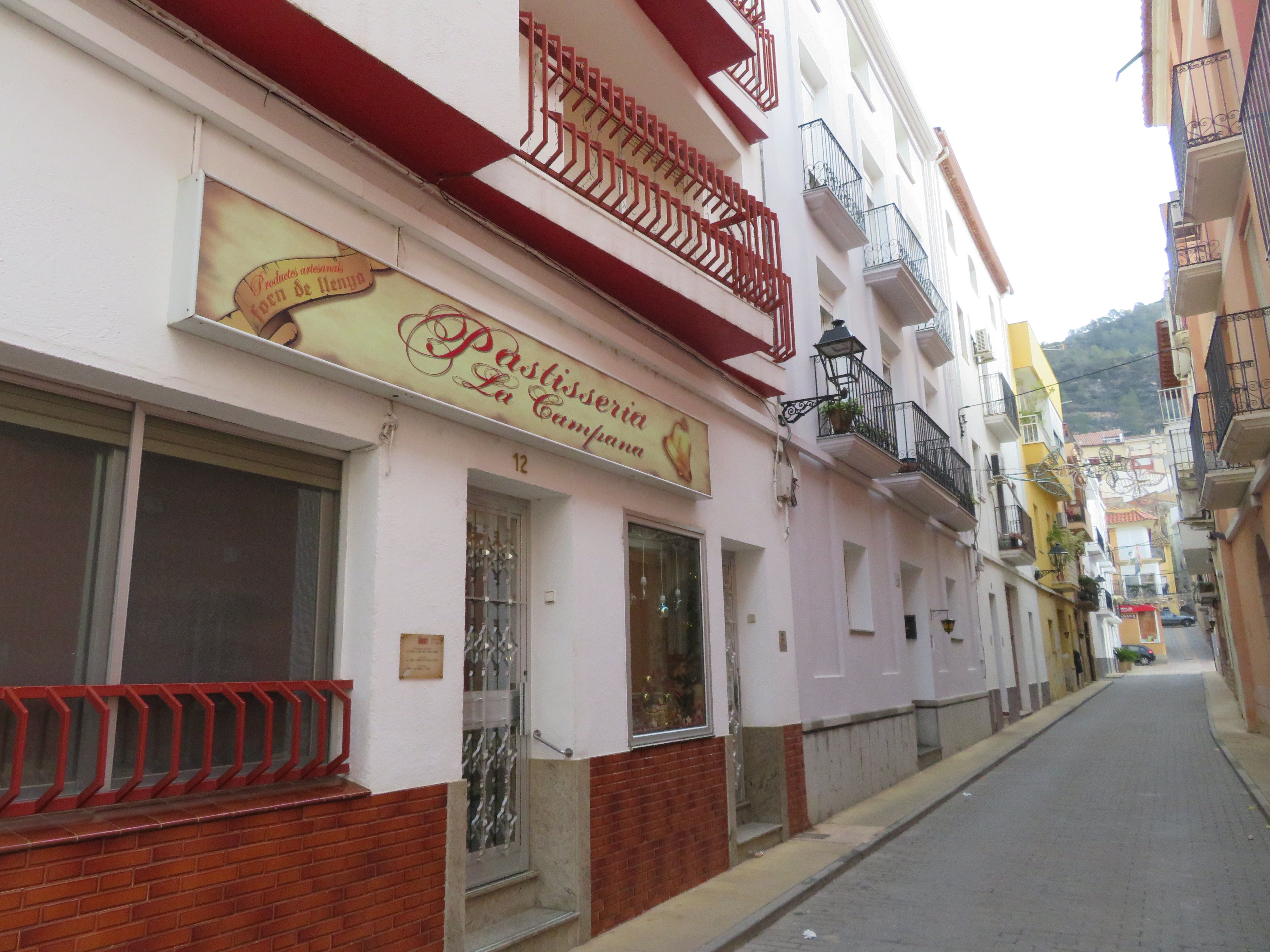
Benifallet

Benifallet là một đô thị thuộc tỉnh Tarragona trong cộng đồng tự trị Catalonia, phía bắc Tây Ban Nha. Đô thị này có diện tích là 62,4 ki-lô-mét vuông, dân số năm 2009 là 788 người với mật độ 12,63 người/km². Đô thị này có cự ly km so với Tarragona.

## Tham khảo

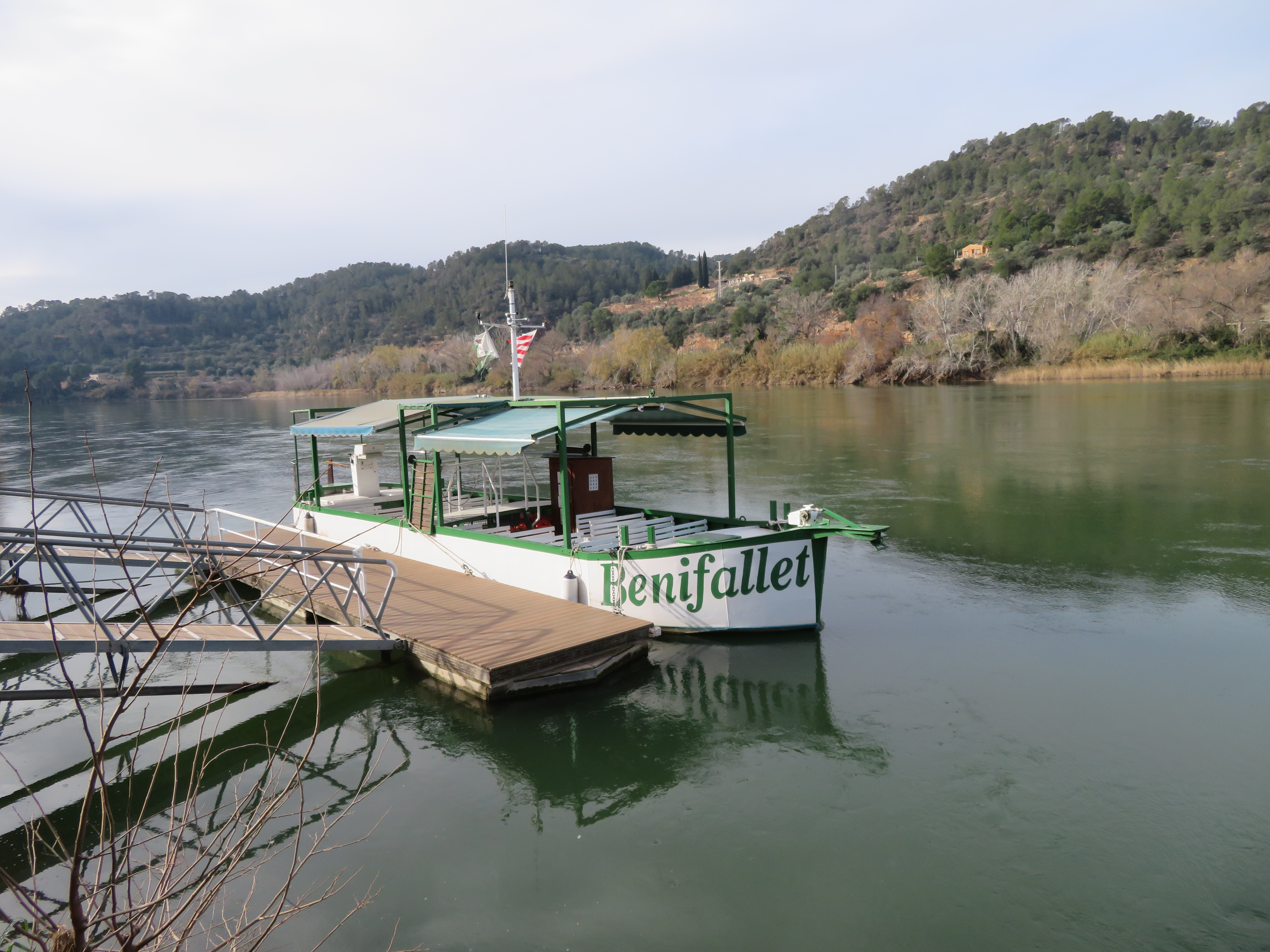
Benifallet